# Bolszaja Dubrowka (obwód wołogodzki)
Bolszaja Dubrowka (ros. Большая Дубровка) – wieś w Rosji, w rejonie czerepowieckim obwodu wołogodzkiego. W 2010 liczyła 11 mieszkańców.